# Wickett (Texas)
Wickett est une ville située au nord du comté de Ward, au Texas, aux États-Unis,.

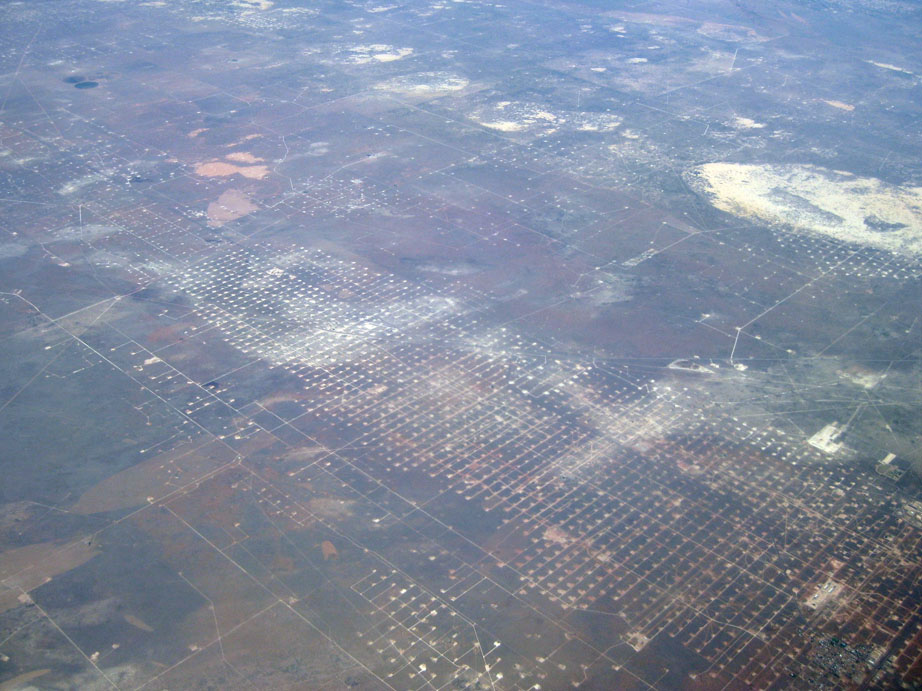
Photo aérienne oblique de Wickett, face au nord-est, montrant une multitude de puits de gaz naturel, en 2011

## Démographie
Lors du recensement de 2010, la ville comptait une population de 498 habitants. Elle est estimée, en 2016, à 529 habitants.

## Source de la traduction
- (en) Cet article est partiellement ou en totalité issu de l’article de Wikipédia en anglais intitulé « Wickett, Texas » (voir la liste des auteurs).